# クリントン-ワシントン・アベニュース駅 (INDフルトン・ストリート線)
クリントン-ワシントン・アベニュース駅 (Clinton–Washington Avenues) はブルックリン区クリントン・ヒルのフルトン・ストリート直下にあり、クリントン・アベニュー - ワシントン・アベニュー間に位置するニューヨーク市地下鉄INDフルトン・ストリート線の駅である。A系統が深夜のみ、C系統が深夜を除く終日停車する。

## 歴史
当駅は1936年4月9日のフルトン・ストリート線ジェイ・ストリート-ボロー・ホール駅（現：ジェイ・ストリート-メトロテック駅） - ロッカウェイ・アベニュー駅間の開通と共に開業した。4年後の1940年5月31日、同駅の近くにあったBMTフルトン・ストリート高架線のヴァンダービルト・アベニュー駅が廃止となった。
MTAは2015-2019年の投資計画で当駅をニューヨーク市地下鉄の他30駅とともに最大6か月間営業休止して全面的な改修工事を行うと発表した。改修工事の内容はUSBステーション、地図や対話勧告の設置、照明、壁面、床材の更新などである。しかし、資金不足が生じた影響で2018年に計画が修正され、当駅を含む13駅の改修工事は2020-2024年の投資計画まで延期されることとなった。

## 駅構造
| G          | 地上階                     | 出入口 |
| P ホーム階 | 相対式ホーム、右側扉が開く | 相対式ホーム、右側扉が開く |
| P ホーム階 | 北行緩行線                 | ← 深夜帯：207丁目駅行き（ラファイエット・アベニュー駅） ← 168丁目駅行き（ラファイエット・アベニュー駅）                           |
| P ホーム階 | 北行急行線                 | ← 深夜帯以外：通過 |
| P ホーム階 | 南行急行線                 | → 深夜帯以外：通過 → |
| P ホーム階 | 南行緩行線                 | → 深夜帯：ファー・ロッカウェイ駅行き（フランクリン・アベニュー駅）→ ユークリッド・アベニュー駅行き（フランクリン・アベニュー駅）→ |
| P ホーム階 | 相対式ホーム、右側扉が開く | |

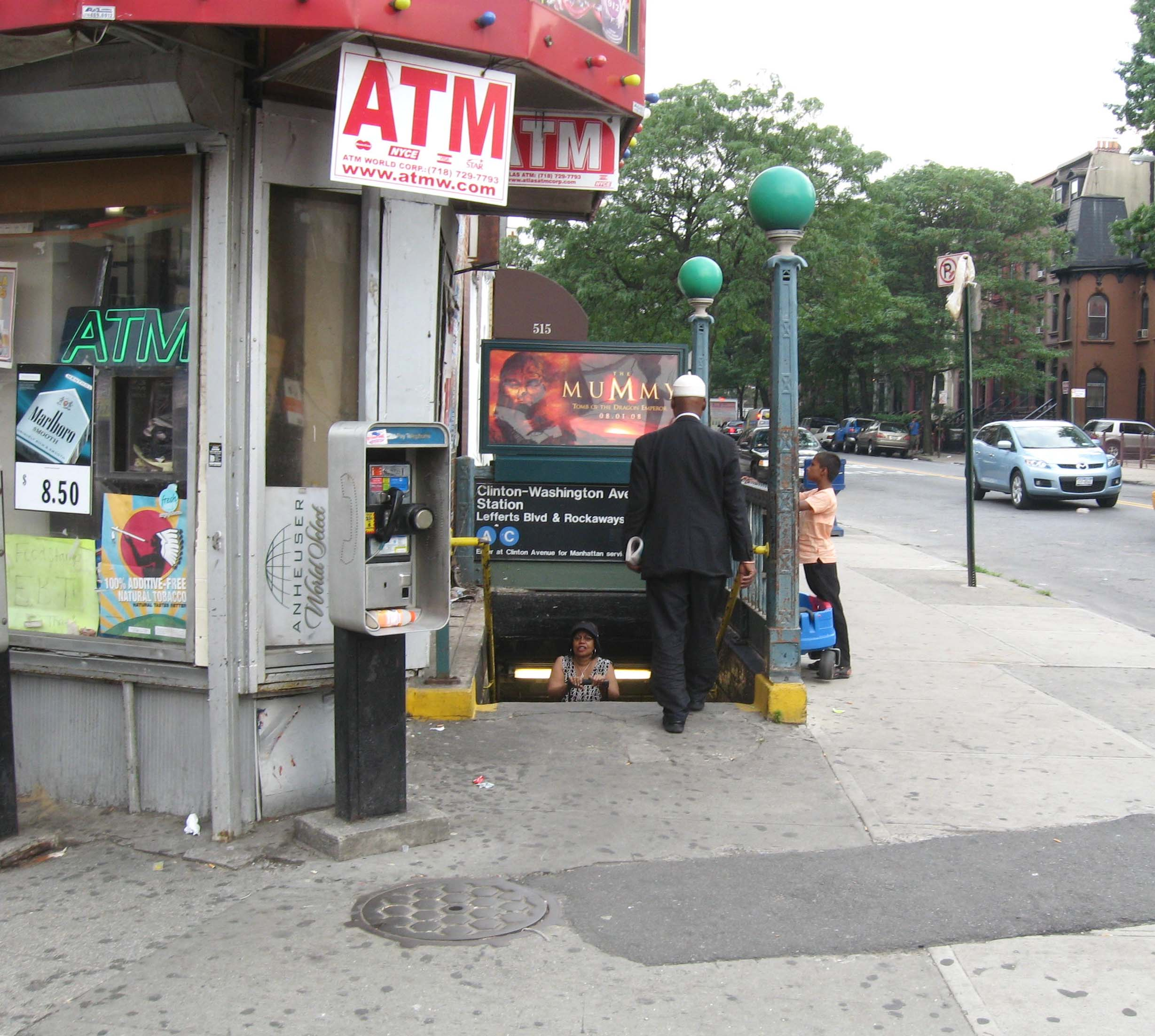
南行ホーム入口階段

駅は緩行線2線と急行線2線、相対式ホーム2面を有した2面4線の地下駅である。駅名標は緑地に白で"CLINTON – WASHINGTON AV."と書かれた物が設置されている。また、黒地に白で"CLINTON"もしくは"WASHINGTON."と書かれた出口の方向を示す看板も設置されている。また、改札内で南北ホーム間を行き来することはできない。

### 出入口
駅は各ホームの両端に改札口ときっぷ売り場、地上への階段がありフルトン・ストリート沿いへと出ることができる。
- 階段1つ、フルトン・ストリートとクリントン・アベニューの交差点北東[8]（北行ホーム接続）。
- 階段1つ、フルトン・ストリートとクリントン・アベニューの交差点北西[8]（北行ホーム接続）。
- 階段1つ、フルトン・ストリートとクリントン・アベニューの交差点南東[8]（南行ホーム接続）。
- 階段1つ、フルトン・ストリートとクリントン・アベニューの交差点南西[8]（南行ホーム接続）。
- 階段1つ、フルトン・ストリートとワシントン・アベニューの交差点北東[8]（北行ホーム接続）。
- 階段1つ、フルトン・ストリートとワシントン・アベニューの交差点南東[8]（南行ホーム接続）。

## 大衆文化にて
駅の出入口がノトーリアスB.I.G.のミュージックビデオ『Juicy.』で紹介されているほか、ニール・バーガー監督のテクノスリラーサスペンス映画『リミットレス』では当駅が戦いの舞台の1つとなっている。